# Tacinga inamoena
Tacinga inamoena (Sinônimo: Opuntia inamoema) é uma espécie de planta da família Cactaceae endêmica do Brasil. Os seus habitats são florestas secas tropicais e subtropicais (como as caatingas) e área rochosas. Também é chamada Palmatória, Palmatória Miúda, Quipá, Gogoia, Cumbeba e Pelo. É usada para alimentação humana e animal. Seu fruto pode ser comido depois de retirados os espinhos minúsculos que inspiraram um de seus nomes populares (pelo). Na culinária de Angicos-RN existem receitas de geleias, doce de pelo e até de sorvete de pelo. Tacinga inamoena significa "início da caatinga". 

## Distribuição
É endêmico do Brasil. Seu habitat natural é florestas secas tropicais como a Caatinga ou subtropicais e exfoliantes secos tropicais ou subtropicais e áreas rochosas. Esta espécie endêmica brasileira é generalizada em todo o leste do Brasil: ocorre na drenagem média do rio Jequitinhonha (Minas Gerais) ao norte ao norte do Maranhão e Tocantins e a oeste em afloramentos de arenito no cerrado do oeste da Bahia. É um dos cactos mais comuns da região. Cresce em altitudes entre 0 e 1550 msnm, geralmente é encontrado em rochas ou em terrenos muito pedregosos na caatinga aberta e no campo rochoso. 

## Descrição
Tacinga inamoena cresce arbustiva, rastejante, muito ramificada e atinge um tamanho de até 50 centímetros de altura e 3,5 metros de diâmetro. As hastes são divididas em segmentos de verde claro a cinza-verde, circular a obovado ou alongado, que são principalmente achatados significativamente. Os segmentos têm até 16 centímetros de comprimento, 9 cm de largura e até 3,5 centímetros de espessura. Sua superfície às vezes é um pouco inclinada. As aréolas, de cor cinza a amarelo são muito pequenas, afundadas e ocupadas por gloquidios. Os espinhos medem cerca de 2 milímetros. As flores são vermelhas ou laranja, muito abertas, com até 5,5 centímetros de comprimento e atingem um diâmetro de 4 centímetros. Sua floração se estende, o pericarpo esférico. Os frutos são esféricos, castanhos escuros, amarelos ou laranja e têm poucos guimbos. Eles medem 4 centímetros de comprimento e contêm muitas sementes.

## Taxonomia
Tacinga inamoena foi descrito por (K.Schum.) NPTaylor & Stuppy e publicado na Succulent Plant Research em 2002. Tacinga é um nome genérico anagrama da palavra "Catinga", a área de distribuição do gênero na Caatinga brasileira, e inamoena significa início.

### Sinônimos
Platyopuntia inamoena
Opuntia inamoena